# Gnome–Rhône 14N
A Gnome–Rhône 14N a francia Gnome et Rhône vállalat által kifejlesztett és gyártott 14 hengeres, kétkoszorús, léghűtéses csillagmotor volt. A két világháború közötti 14K típusú motorból fejlesztették ki.
A 14K nem megfelelő megbízhatósága miatt a Gnome et Rhône jelentősen áttervezte a motort. Egyfokozatú mechanikus feltöltővel látták el, új szerkezeti anyagokat alkalmaztak a dugattyúknál és a szelepeknél, valamint 39%-kal megnövelték a hűtési felületet. A 14N típusú motor gyártását 1937-ben kezdték el. 1939-ben kisebb módosításokat végeztek a motoron, a teljesítmény növelése érdekében 6,1-től 6,8-ra növelték a kompresszióviszonyt.
A 14N-ből kialakították a növelt teljesítményű, kétfokozatú mechanikus feltöltővel ellátott 14R motort, de Franciaország német megszállása miatt ebből csak kis mennyiséget gyártottak.
A 14N-nél az egyes altípusokat – a Gnome–Rhône motoroknál korábban alkalmazott hárombetűs kód helyett – két számmal azonosították. Például a Bloch MB.210 bombázón használt változata a 14N–10/11 volt.

## Alkalmazása
- Franciaországban: Amiot 351, Amiot 354, Bloch 131, Bloch MB.151, Bloch MB.152, Bloch MB.155, Bloch 174, Bloch 175, Bloch 210, Farman F.222, Latécoère 611, Lioré et Olivier LeO 451, Sud-Est SE.161 Languedoc
- Németországban: Messerschmitt Me 323
- Hollandiában: Koolhoven F.K.58
- Lengyelországban: PZL P.24, PZL.43 Karaś

## Műszaki adatok (14N 48/49)
Általános adatok
- Típus: kétkoszorús, léghűtéses, tizennégy hengeres csillagmotor, mechanikus feltöltővel
- Szelepek: hengerenként négy db (kettő–kettő db szívó és kipufogó szelep)

Tömeg- és méret-adatok
- Átmérő: 1,29 m
- Furat: 146 mm
- Löket: 165 mm
- Hengerűrtartalom: 38,67 l
- Száraz tömeg: 620 kg

Teljesítmény-adatok
- Maximális teljesítmény: 880 kW (1180 LE) 2650 1/perc fordulatszámon
- Névleges teljesítmény: 738 kW (990 LE) tengerszinten; 790 kW (1060 LE) 4800 m magasságban
- Kompresszióviszony: 6,8